# Iberesia castillana
Iberesia castillana là một loài nhện trong họ Nemesiidae.
Iberesia castillana được miêu tả năm 1931 bởi Frade & Bacelar.